# Lajeado (ort)
Lajeado är en ort i Brasilien.   Den ligger i kommunen Lajeado och delstaten Rio Grande do Sul, i den södra delen av landet, 1 600 km söder om huvudstaden Brasília. Lajeado ligger 28 meter över havet och antalet invånare är 65 407.
Terrängen runt Lajeado är platt. Lajeado är det största samhället i trakten.
Omgivningarna runt Lajeado är en mosaik av jordbruksmark och naturlig växtlighet. Runt Lajeado är det ganska tätbefolkat, med 60 invånare per kvadratkilometer.